# بوتيدا
بوتيدا، (بالإنجليزية: Bottidda)‏، هي بلدية، في مقاطعة ساساري في منطقة سردينيا الإيطالية، وتقع على بعد حوالي 130 كم (81 ميل) شمال كالياري، وحوالي 50 كم (31 ميل) جنوب شرق ساساري.

## السكان
في سنة 1861 بلغ عدد السكان 740 نسمة، وتطور العدد ليصل في سنة 2011 لـ 736 نسمة.
يظهر هذا المخطط البياني تطور النمو السكاني لـ بوتيدا